# Коюн Баба теке
Коюн Баба теке (на македонска литературна норма: Којун Баба Теќе) е бекташко теке, намиращо се над град Тетово, Република Македония. Текето е подчинено на тетовското Арабати Баба теке. Основано е от Коюн Баба (Куен Баба), който и умира там. Около текето се формира селото Шипковско теке.